# Cedric Richmond

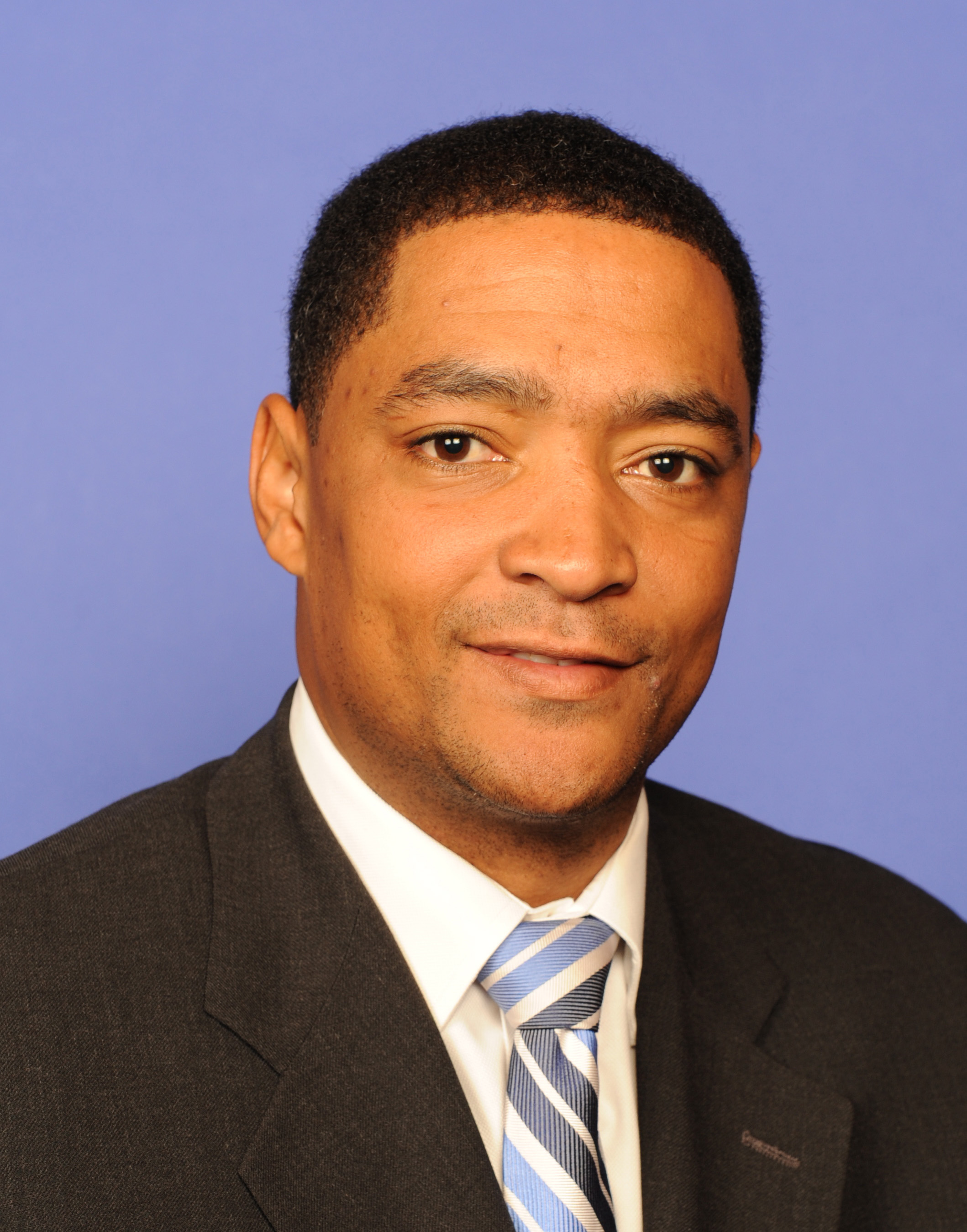
Cedric Richmond (2011)

Cedric Levon Richmond (* 13. September 1973 in New Orleans, Louisiana) ist ein amerikanischer Politiker der Demokratischen Partei. Er ist seit dem 20. Januar 2021 einer der engsten Berater (Senior Advisor to the President of the United States) des 46. Präsidenten der Vereinigten Staaten Joe Biden. Vom 3. Januar 2011 bis zum 15. Januar 2021 war er Abgeordneter für den 2. Kongresswahlbezirk des Bundesstaats Louisiana im Repräsentantenhaus der Vereinigten Staaten.

## Familie, Ausbildung und Beruf
Cedric Richmonds verlor seinen Vater mit sieben Jahren und wurde von seiner Mutter allein erzogen, die als Lehrerin und Kleinunternehmerin arbeitete. Im Osten von New Orleans aufgewachsen, spielte und trainierte er Baseball in der Little League und später im College und noch als Kongressabgeordneter. Er besuchte die Benjamin Franklin High School in New Orleans bis 1991. Anschließend studierte er am Morehouse College in Atlanta (Georgia) und schloss dort mit dem Bachelorgrad ab. Sein anschließendes Jurastudium an der Tulane University in New Orleans beendete er 1999 mit dem Juris Doctor, nachdem er 1997 an der zur Harvard University gehörenden John F. Kennedy School of Government das Executive Education Program absolviert hatte. 1998 wurde Richmond in Louisiana als Rechtsanwalt zugelassen und arbeitete als solcher für die Kanzlei Gray & Gray in New Orleans.

## Politische Laufbahn
1999 erstmals mit 26 Jahren in ein politisches Mandat gewählt, saß Richmond von 2000 bis 2008 als Abgeordneter für den 101. Wahlbezirk im Repräsentantenhaus von Louisiana. Dabei war er zeitweise Vorsitzender des Justizausschusses und Mitglied des Steuerausschusses sowie in zwei weiteren Ausschüssen und Vorsitzender des Black Caucus. Im Jahr 2005 beteiligte er sich an den Evakuierungsmaßnahmen der Einwohner von New Orleans nach dem verheerenden Hurrikan Katrina und kritisierte die Reaktion des Bürgermeisters Ray Nagin, weil dieser keine Räumungspflicht für die Stadt angeordnet hatte. Richmond bewarb sich 2005 um einen Sitz im Stadtrat von New Orleans, aber weil er nicht im Wahlbezirk wohnte und dazu falsche Angaben gemacht hatte, wurde ihm die Teilnahme an der Wahl verweigert; er verlor für sechs Monate seine Anwaltszulassung.
Bei der Wahl 2008 strebte er erfolglos die Nominierung seiner Partei für den 2. Kongresswahlbezirk des Staates an, als er in der Vorwahl der Demokraten – unter anderem gegen den unter Korruptionsverdacht stehenden Mandatsinhaber William J. Jefferson – mit 17 Prozent nur den dritten Platz erreichte.
Bei der Wahl 2010 wurde Richmond im selben Bezirk in das US-Repräsentantenhaus in Washington, D.C. gewählt, wo er am 3. Januar 2011 die Nachfolge des ihm zuvor unterlegenen Republikaners Joseph Cao antrat. Der Kongresswahlbezirk umfasst den Großteil der Stadt New Orleans und gilt als Hochburg der Demokraten. Richmond war von Präsident Barack Obama unterstützt worden und hatte 65 Prozent der Stimmen erhalten. Als einer von nur drei Demokraten errang er in diesem Jahr einen zuvor von den Republikanern gehaltenen Sitz; dies gelang außerdem John C. Carney in Delaware und Colleen Hanabusa in Hawaii.
Im Kongress ist bzw. war er Mitglied in den Ausschüssen für Innere Sicherheit und Kleingewerbe sowie in zwei Unterausschüssen. Richmond gehört dem einflussreichen Congressional Black Caucus an, im 115. Kongress (2017–2019) als dessen Vorsitzender, und ist Mitglied der als zentristisch geltenden New Democrat Coalition. Seinem Einfluss wird es zugeschrieben, dass John Conyers nach Belästigungsvorwürfen 2018 geräuschlos zurücktrat. Nachdem im Wahljahr 2018 die Unzufriedenheit mit der Fraktionsvorsitzenden Nancy Pelosi gewachsen und ihr möglicher Nachfolger Joseph Crowley in der Vorwahl besiegt worden war, wurde Richmond zusammen mit einigen anderen Kongressabgeordneten als möglicher afroamerikanischer Sprecher des Repräsentantenhauses genannt, sollten die Demokraten die Wahl 2018 gewinnen.
Richmond wurde zuletzt bei der Wahl 2020 für eine weitere Amtszeit bestätigt. Am 15. Januar 2021 trat er von seinem Posten zurück und ist seit dem 20. Januar 2021 Senior Advisor to the President of the United States im Kabinett Biden.

## Positionen
Richmond setzt sich für eine Verbesserung des Bildungssystems und eine Beibehaltung der Sozialversicherungssysteme wie Medicaid und Medicare ein und hat sich für eine stärkere Kontrolle von Waffenverkäufen ausgesprochen. Er hat Gesetzgebung initiiert, die für schnelle Wiederaufbau- und Investitionshilfe für von Naturkatastrophen betroffene Gebiete Louisianas sorgte. Gesellschaftspolitisch eher liberal, tritt Richmond für die Wahlfreiheit von Frauen bei Schwangerschaftsabbrüchen (Pro-Choice) und für die rechtliche Gleichstellung Homosexueller ein. Richmond spricht sich für die Bewahrung der Affirmative Action aus, unter anderem auch als Sachverständiger bei der Senatsanhörung des Supreme-Court-Kandidaten Brett Kavanaugh im September 2018.
Angesichts der zunehmenden politischen Polarisierung hat er sich für eine stärkere Zusammenarbeit mit Republikanern ausgesprochen, um Projekte für Louisiana durchzusetzen. So arbeitete er mit Garret Graves zusammen, um Mittel für Überschwemmungsbetroffene bereitzustellen, und nannte 2018 den Whip der republikanischen Fraktion Steve Scalise als Person, mit der er sich eng abstimmt. Seiner Fürsprache schreiben es viele Republikaner zu, dass eine alte Rede Scalises vor einem White-Supremacy-Publikum  diesem nicht auf Dauer schadete. Richmond hält die Forderung Präsident Donald Trumps, eine Grenzmauer nach Mexiko zu bauen, für schädlich, da dies dem intensiven Handel Louisianas mit dem südlichen Nachbarstaat schade. Um einen sicheren Aufenthaltsstatus für Personen zu erreichen, die als Kinder in die Vereinigten Staaten eingewandert sind (Deferred Action for Childhood Arrivals), sieht Richmond die Möglichkeit einer Zusammenarbeit beider großen Parteien. Die von den Republikanern bekämpfte Gesundheitsreform Obamacare soll nach dem Willen Richmonds bestehen bleiben, aber reformiert werden.

## Belege
1. ↑  Alex Gangitano: Cedric Richmond: Congressional Baseball’s Best Player Ever? (Memento des Originals vom 7. September 2018 im Internet Archive)  Info: Der Archivlink wurde automatisch eingesetzt und noch nicht geprüft. Bitte prüfe Original- und Archivlink gemäß Anleitung und entferne dann diesen Hinweis. In: Roll Call, 23. Juni 2016.
2. 1 2 3 4 5  Kyle Rex: Richmond, Cedric Levon (1973- ). In: Black Past
3. 1 2  Cedric Richmond’s Biography. In: Vote Smart.
4. 1 2  Richmond, Cedric L. In: Our Campaigns.
5. ↑  John Bresnahan, Heather Caygle: Democratic takeover could bring first black speaker. In: Politico, 1. August 2018.
6. ↑  Will Sentell: See who qualified to run for Cedric Richmond, Luke Letlow’s congressional seats. In: The Advocate, 20. Januar 2021, abgerufen am 26. Januar 2021.
7. ↑  Cedric Richmond in der Notable Names Database (englisch)
8. ↑  Bryn Stole: At final day of Kavanaugh hearings, Rep. Richmond blasts nominee and Sens. Cassidy and Kennedy endorse. In: The Advocate, 7. September 2018.
9. ↑  Stephane Riegel: Cedric Richmond: Political divide worse in Baton Rouge than Washington D.C. In: Greater Baton Rouge Business Report, 30. Mai 2018
10. ↑  John Bresnahan, Heather Caygle: Democratic takeover could bring first black speaker. In: Politico, 1. August 2018.

| Personendaten    | Personendaten                               |
| ---------------- | ------------------------------------------- |
| NAME             | Richmond, Cedric                            |
| ALTERNATIVNAMEN  | Richmond, Cedric Levon (vollständiger Name) |
| KURZBESCHREIBUNG | amerikanischer Politiker                    |
| GEBURTSDATUM     | 13. September 1973                          |
| GEBURTSORT       | New Orleans, Louisiana                      |